# Montagnole
Montagnole é uma comuna francesa na região administrativa de Auvérnia-Ródano-Alpes, no departamento de Saboia. Estende-se por uma área de 11,3 km². Em 2010 a comuna tinha 956 habitantes (densidade: 84,6 hab./km²).